# Градуевка
Градуевка (в верхнем течении — ручей Болотный) — река в России, протекает по Выборгскому району Ленинградской области. Длина реки составляет 14 км.
Река берёт начало из болота Нижнего Осиновского.
Имеет левый приток — ручей Осиновской, вытекающий из озера Гавриловского и правый безымянный приток, вытекающий из озера Ламского.
Впадает в озеро Большое Градуевское на высоте 9,5 м над уровнем моря.

## Данные водного реестра
По данным государственного водного реестра России относится к Балтийскому бассейновому округу, водохозяйственный участок реки — Реки и озера бассейна Финского залива от границы РФ с Финляндией до северной границы бассейна р. Нева, речной подбассейн реки — Нева и реки бассейна Ладожского озера (без подбассейна Свирь и Волхов, российская часть бассейнов). Относится к речному бассейну реки Нева (включая бассейны рек Онежского и Ладожского озера).
Код объекта в государственном водном реестре — 01040300512102000008188.